# Jurassic World
Jurassic World er en amerikansk science fiction eventyrfilm fra 2015. Det er den fjerde film i Jurassic Park-filmserien. Filmen blev karakteriseret som at være i et "udviklingshelvede" i over et årti efter Jurassic Park III blev udgivet i 2001. Planen var oprindeligt at filmen skulle udgives i sommeren 2005. Udgivelsesdatoen blev udsat flere gange på grund af at manuskriptet gennemgik revision. Filmen havde dansk premiere d. 11. juni 2015.

## Udvalgte medvirkende
- Chris Pratt - Owen Grady
- Bryce Dallas Howard - Claire Dearing
- Vincent D'Onofrio - Vic Hoskins
- Jake Johnson - Lowery
- Nick Robinson - Zach
- Ty Simpkins - Gray
- BD Wong - Dr. Henry Wu
- Irrfan Khan - Dr. Simon Masrani
- Brian Tee - Katashi Hamada
- Lauren Lapkus - Vivian